# Firmicus
Firmicus là một chi nhện trong họ Thomisidae.